# 상도역
상도역(Sangdo station, 上道驛)은 서울특별시 동작구 상도1동에 위치한 서울 지하철 7호선의 지하철역이다.

## 역사
- 2000년 8월 1일 : 서울 지하철 7호선 신풍~건대입구 구간 개통과 함께 영업 개시
- 2008년 9월 18일 : 상도(중앙대앞)역에서 상도역으로 역명 변경[1]

## 역 구조
2면 2선의 상대식 승강장을 갖추고 있는 지하역이며, 스크린도어가 설치되어 있다. 출구는 5개다.

### 승강장
| 숭실대입구 ↑ |
| \| 상        |
| ↓ 장승배기   |

| 상행 | ● 서울 지하철 7호선 | 이수 · 강남구청 · 건대입구 · 상봉 · 장암 방면 |
| 하행 | ● 서울 지하철 7호선 | 보라매 · 대림 · 온수 · 부천시청 · 석남 방면   |

## 역 주변
- 관악로
- 서울삼성학교
- 소리샘복지관
- 동작문화센터
- 상도치안센터
- 상도2동
- 상도2동 행정복지센터
- 상도터널방면
- 본동신동아아파트
- 상도종합사회복지관
- 고향한방삼계탕
- 상도동성당
- 다래식당
- 하나은행
- 중앙대학교·중대병원방면
- 서울강남초등학교
- 흑석역방면

## 병기역명에 관한 이야기
이 역 인근에 중앙대학교가 있어 개통 초기에는 중앙대앞(中央大앞)이라는 병기역명이 있었지만, 북쪽의 중앙대학교병원 인근에 있는 서울 지하철 9호선 흑석역이 중앙대입구(中央大入口)라는 병기 역명을 사용하면서 폐지되었다.

## 이용객 변동
2000년 자료는 개통일인 2000년 8월 1일부터 12월 31일까지인 153일 기준으로 환산한 것이다.
| 노선  | 노선   | 일평균 인원수 (명/일) | 일평균 인원수 (명/일) | 일평균 인원수 (명/일) | 일평균 인원수 (명/일) | 일평균 인원수 (명/일) | 일평균 인원수 (명/일) | 일평균 인원수 (명/일) | 일평균 인원수 (명/일) | 일평균 인원수 (명/일) | 일평균 인원수 (명/일) | 각주  |
| 노선  | 노선   | 2000년                | 2001년                | 2002년                | 2003년                | 2004년                | 2005년                | 2006년                | 2007년                | 2008년                | 2009년                | 각주  |
| ----- | ------ | --------------------- | --------------------- | --------------------- | --------------------- | --------------------- | --------------------- | --------------------- | --------------------- | --------------------- | --------------------- | ----- |
| 7호선 | 승차   | 7,894                 | 10,249                | 11,598                | 12,635                | 13,335                | 13,602                | 13,553                | 13,812                | 14,261                | 13,710                | [ 2 ] |
| 7호선 | 하차   | 7,708                 | 9,987                 | 11,285                | 12,477                | 12,892                | 13,404                | 13,390                | 13,603                | 14,013                | 13,369                | [ 2 ] |
| 7호선 | 승하차 | 15,601                | 20,236                | 22,883                | 25,112                | 26,227                | 27,006                | 26,943                | 27,415                | 28,273                | 27,080                | [ 2 ] |
| 노선  | 노선   | 2010년                | 2011년                | 2012년                | 2013년                | 2014년                | 2015년                | 2016년                | 2017년                |                       |                       | [ 2 ] |
| 7호선 | 승차   | 11,941                | 11,808                | 11,520                | 11,816                | 11,934                | 11,667                | 11,438                | 11,462                |                       |                       | [ 2 ] |
| 7호선 | 하차   | 11,538                | 11,391                | 11,094                | 11,360                | 11,487                | 11,170                | 10,919                | 10,954                |                       |                       | [ 2 ] |
| 7호선 | 승하차 | 23,479                | 23,199                | 22,615                | 23,176                | 23,421                | 22,837                | 22,357                | 22,416                |                       |                       | [ 2 ] |

## 인접한 역
| 서울 지하철 7호선        | 서울 지하철 7호선   | 서울 지하철 7호선      |
| ------------------------ | ------------------- | ---------------------- |
| 738 숭실대입구 장암 방면 | ● 서울 지하철 7호선 | 740 장승배기 석남 방면 |

## 사진

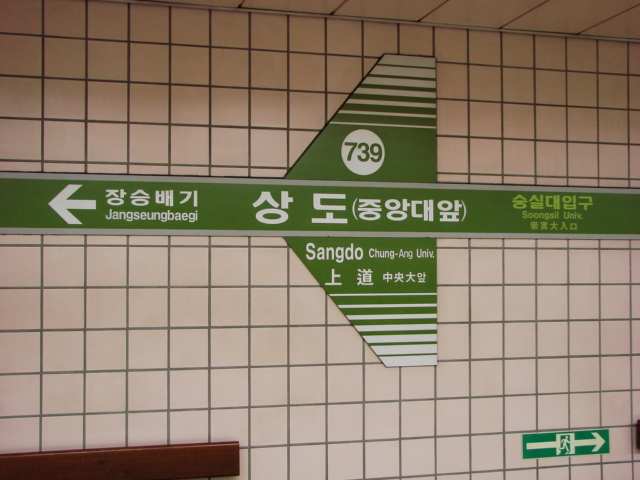
상도(중앙대앞)역 시절의 역명판
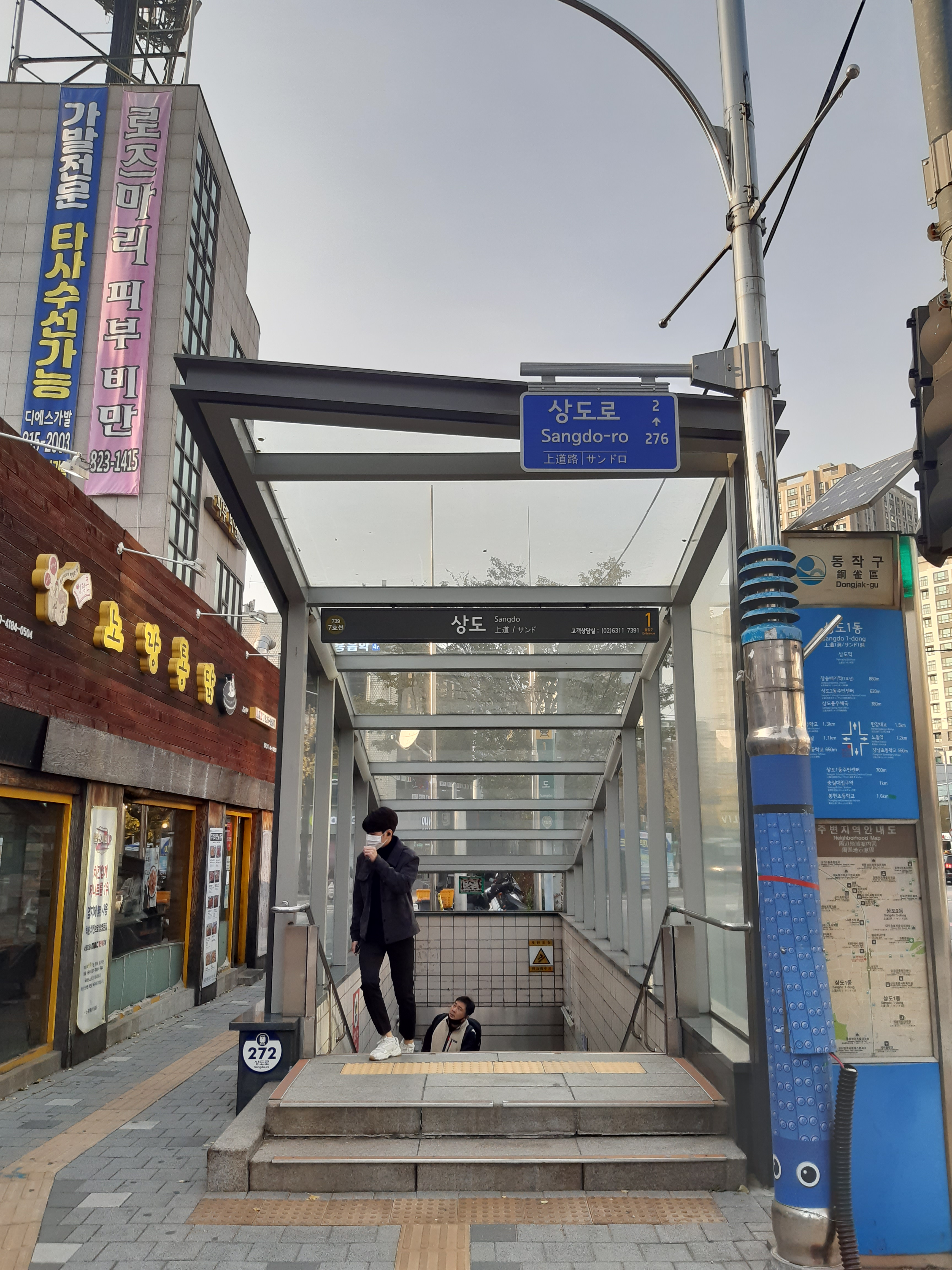
1번출구
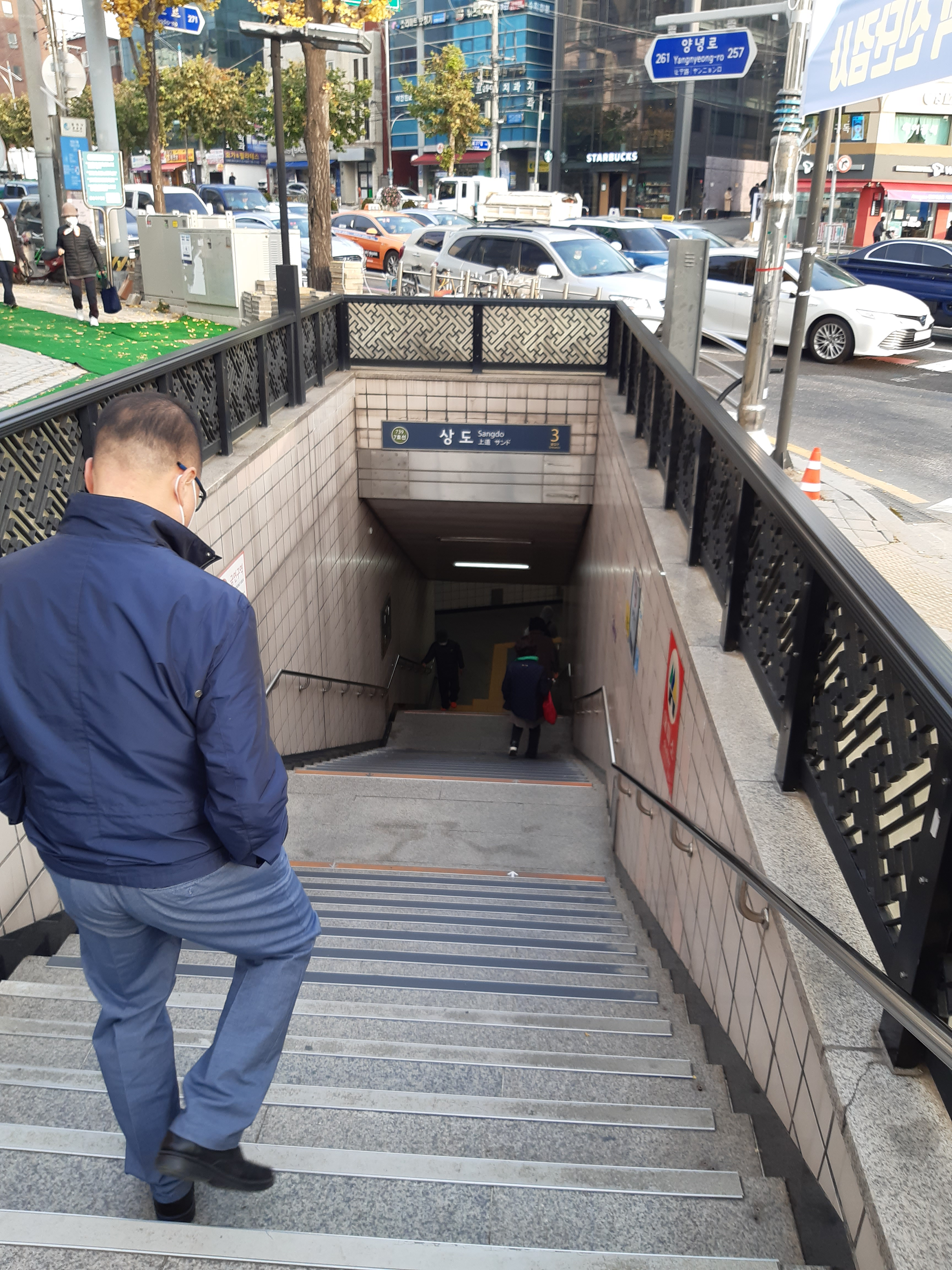
3번출구